# Gyula Juhász
Gyula Juhász (n. 4 aprilie 1883 – d. 6 aprilie 1937) a fost un poet maghiar.
Lirica sa, cu inflexiuni parnasiene și simboliste, în forme metrice simple, are ca temă predilectă prețuirea artei și valorilor umane sau descrierea peisajului câmpenesc.

## Scrieri
- 1905 - 1907: Versurile lui Juhász Gyula ("Juhász Gyula versei")
- 1918: Cules târziu ("Késő szüret")
- 1919: Acesta este sângele meu ("Ez az én vérem")
- 1925: Testament ("Testamentom")
- 1929: Harpă ("Harfá")
- 1935: Tineri, mai sunt aici! ("Fiatalok, még itt vagyok!").

A tradus din lirica simbolistă franceză și germană.